# Andika (Schriftart)
Andika (Swahili: „Schreib!“) ist eine von SIL International unter freier Lizenz (SIL Open Font License) veröffentlichte Schriftart für Computersysteme. Sie enthält Unicode-Zeichen für zahlreiche Sprachen, speziell insbesondere Minderheitensprachen weltweit, die das lateinische Schriftsystem oder das kyrillische Alphabet verwenden. Sie ist darauf ausgerichtet, klare und deutlich erkennbare Buchstabenformen speziell für Leseanfänger zu bieten und in Alphabetisierungskampagnen eingesetzt werden zu können. Mit Stand Juni 2025 ist die Version 7.000 aktuell. 